# Kostanjica (Czarnogóra)
Kostanjica (cyr. Костањица) – wieś w Czarnogórze, w gminie Kotor. W 2011 roku liczyła 126 mieszkańców.